# Manuel Esteban Muniera
Manuel Esteban Muniera (Alcaraz, 1568 – 14 ottobre 1631) è stato un vescovo cattolico spagnolo.

## Biografia
Nato ad Alcaraz, allora nell'arcidiocesi di Toledo in Spagna, entrò nell'ordine dei mercedari.
Presentato dal re Filippo III nella sua qualità di re di Sicilia, il 27 aprile 1621 papa Gregorio XV lo nominò vescovo di Cefalù; ricevette l'ordinazione episcopale  a Roma il 2 aprile seguente dal cardinale Giovanni Doria, arcivescovo metropolita di Palermo, co-consacranti Pedro de Mata y Haro, vescovo di Capaccio, e Francesco Mottini, vescovo di Brugnato.
Il 20 aprile 1627 celebrò il quarto sinodo diocesano.
Nel 1630 fondò a Cefalù, in corso Ruggero, il convento dei mercedari con annessa chiesa.
Morì il 14 ottobre 1631 in seguito ad un incidente; fu sepolto nella cattedrale di Cefalù.

## Genealogia episcopale
La genealogia episcopale è:
- Cardinale Guillaume d'Estouteville, O.S.B.Clun.
- Papa Sisto IV
- Papa Giulio II
- Cardinale Raffaele Riario
- Papa Leone X
- Papa Paolo III
- Cardinale Francesco Pisani
- Cardinale Alfonso Gesualdo
- Papa Clemente VIII
- Papa Paolo V
- Cardinale Giovanni Doria
- Vescovo Manuel Esteban Muniera, O. de M.